# مطار بانديرما
مطار بانديرما هو قاعدة جوية عسكرية ومطار عام يقع في باندرمة في محافظة بالق أسير، تركيا.